# The Grime and The Glow
The Grime and The Glow (укр. «Бруд і блиск») — дебютний студійний альбом американської співачки-композиторки Челсі Вулф, випущений 28 грудня 2010 року.

## Створення

### Передумови
Відступивши від музики, яку вона писала в роки своєї молодості, влітку 2009 року вона взяла участь у європейському турі із групою музичних виконавців, які виконували свою музику в незвичайних місцях, таких як собори, підвали та старі атомні електростанції — для будь-кого, хто мав бажання їх послухати. Після повернення додому, вона заново розпочала спроби написання музики, і створювати й записувати нові пісні на своєму старому 8-доріжковому магнітофоні Tascam 488. Ці записи згодом і призвели до створення альбому The Grime and The Glow.

## Список треків
Автор музики і слів Chelsea Wolfe. 
| #   | Назва                       | Тривалість |
| --- | --------------------------- | ---------- |
| 1.  | «Advice & Vices»            | 2:52       |
| 2.  | «Cousins of the Antichrist» | 2:45       |
| 3.  | «Moses»                     | 4:57       |
| 4.  | «Deep Talks»                | 3:18       |
| 5.  | «Fang»                      | 2:12       |
| 6.  | «Benjamin»                  | 4:19       |
| 7.  | «The Whys»                  | 3:51       |
| 8.  | «Noorus»                    | 3:29       |
| 9.  | «Halfsleeper»               | 6:01       |
| 10. | «Bounce House Demons»       | 3:20       |
| 11. | «Widow»                     | 3:54       |

| Цифрові бонус-треки (52:20) | Цифрові бонус-треки (52:20) | Цифрові бонус-треки (52:20) |
| #                           | Назва                       | Тривалість                  |
| --------------------------- | --------------------------- | --------------------------- |
| 12.                         | «Gene Wilder»               | 3:01                        |
| 13.                         | «Move»                      | 1:38                        |
| 14.                         | «You Are My Sunshine»       | 6:43                        |

| Список треків на CD (45:59) | Список треків на CD (45:59) | Список треків на CD (45:59) |
| #                           | Назва                       | Тривалість                  |
| --------------------------- | --------------------------- | --------------------------- |
| 1.                          | «Advice & Vices»            | 2:52                        |
| 2.                          | «Cousins of the Antichrist» | 2:45                        |
| 3.                          | «Moses»                     | 4:57                        |
| 4.                          | «Deep Talks»                | 3:18                        |
| 5.                          | «Fang»                      | 2:12                        |
| 6.                          | «Benjamin»                  | 4:19                        |
| 7.                          | «The Whys»                  | 3:51                        |
| 8.                          | «Noorus»                    | 3:29                        |
| 9.                          | «Gene Wilder»               | 3:01                        |
| 10.                         | «Halfsleeper»               | 6:01                        |
| 11.                         | «Bounce House Demons»       | 3:20                        |
| 12.                         | «Sirenum Scopuli»           | 2:00                        |
| 13.                         | «Widow»                     | 3:54                        |

## Учасники
- Челсі Вулф — Вокал, гітара, продюсування

Участь в окремих композиціях
- Бен Крісгольм — Фортепіано (Benjamin, Gene Wilder)
- Кевін Доктер — Соло-гітара (Advice & Vices, Noorus)
- Дрю Вокер — Ударні (Advice & Vices, Noorus)
- Еддісон Кварльз — Бас-гітара (Advice & Vices, Noorus)